# Simonurius
Simonurius  (лат.) — род аранеоморфных пауков из подсемейства Amycinae в семействе пауков-скакунов (Salticidae). Представители этого рода обитают в Южной Америке.

## Этимология
Научное название рода — Simonurius, частично состоит из фамилии энтомолога Eugène Simon.

## Виды
- Simonurius campestratus (Simon, 1901) — Венесуэла
- Simonurius expers Galiano, 1988 — Аргентина
- Simonurius gladifer (Simon, 1901) — Аргентина typus
- Simonurius quadratarius (Simon, 1901) — Венесуэла